# Thomas Ellwood
Thomas Ellwood (Crowell, Oxfordshire, 1639 - Coleshill, Buckinghamshire, 1713) was een Engels schrijver.
Hij raakte bevriend met Isaac Penington, een van de eerste leden van het door George Fox gestichte Genootschap der Vrienden (beter bekend als de Quakers), en sloot zich aan bij deze religieuze groepering. Hij was ook bevriend met William Penn en de schrijver John Milton, die blind was en aan wie hij voorlas. Hij zou Milton, na het lezen van diens Paradise Lost, op het idee hebben gebracht van het latere werk Paradise Regained. Zoals vele Quakers bracht ook Ellwood vanwege zijn geloof een aantal perioden door in de gevangenis.
In 1710 verscheen A Collection of Poems on Various Subjects. Ellwoods bekendste werk is Davideis (1712), een gedicht over het leven van Koning David. Na zijn dood verscheen zijn autobiografie, The History of the Life of Thomas Ellwood, dat onder andere vanwege de beschrijvingen van zijn relatie met Milton en van zijn ervaringen in de gevangenis van historisch belang is gebleken.
- Gemeinsame Normdatei: 128494077
- International Standard Name Identifier: 0000 0000 8385 5143
- Library of Congress Control Number: n84212914
- Nationale Bibliotheek van Israël: 987007279199805171
- Nederlandse Thesaurus van Auteursnamen: 146672356
- SNAC: w6rf8xr6
- Système universitaire de documentation: 124002862
- Trove: 1000311
- Virtual International Authority File: 57666398
- WorldCat: E39PBJq6Y9Jw7yrKRjrY8kf8YP